# الخطة اللانهائية (رواية)
الخطة اللانهائية (بالإسبانية: El plan infinito)‏، (بالإنجليزية: The Infinite Plan)‏ هي إحدى  روايات الروائية التشيلية إيزابيل الليندي وهي من الروايات الرومانسية.

## نبذة قصيرة
تدور أحداث الرواية عن اسرة تنتقل من مدينة لأخرى بسبب عمل الأب لكنهم يستقرون في إحدى المدن بعد إصابته بالمرض. وتطرح القصة فكرة اكتشاف الذات ورغبة الإنسان في الاندماج في المجتمع والشعور بالقبول لدى الآخرين.